# Olessja Petrowna Fedossejewa
Olessja Petrowna Tupilenko, verheiratete Fedossejewa (russisch Олеся Петровна Тупиленко-Федосеева; * 23. Oktober 1973 in Omsk) ist eine ehemalige russische Biathletin.
Olessja Tupilenko lebte in Tjumen und begann 1991 mit dem Biathlonsport. Sie gewann bei den Juniorenweltmeisterschaften 1993 in Ruhpolding mit Olga Melnik und Elena Chiskina im Staffelrennen die Bronzemedaille. Ihr Debüt bei den Frauen gab sie zum Auftakt der Saison 1995/96 in Östersund und wurde 30. eines Einzels. Erste Punkte gewann sie als 13. eines Einzels in Osrblie. In Ruhpolding startete sie bei den Weltmeisterschaften 1996. Im Einzel wurde sie 25., mit Olga Melnik, Galina Kuklewa und Olga Romasko belegte sie im Staffelrennen den fünften Rang. Ihre größten Erfolge erreichte Tupilenko bei den erstmals ausgetragenen Sommerbiathlon-Weltmeisterschaften 1996 in Hochfilzen. Im Sprint gewann sie hinter Yu Shumei und vor Inna Scheschkil die Silbermedaille, im einzigen je ausgetragenen Einzel sicherte sie sich vor Gunn Margit Andreassen und Liu Jinfeng den Titel. 1996 kam Tupilenko in Östersund als Siebte eines Einzels zu ihrem besten Weltcup-Resultat. Bei den Biathlon-Weltmeisterschaften 1997 in Osrblie wurde sie 24. des Einzels.
Weitere größere internationale Erfolge folgten in der Saison 2002/03. Bei den Sommerbiathlon-Weltmeisterschaften 2002 in Jablonec gewann Fedossejewa gemeinsam mit Raissa Matwejewa, Natalja Arzybaschewa und Ljubow Jermolajewa den Titel im Staffelrennen vor den Vertretungen aus Belarus und Tschechien. Im Europacup erreichte sie in der Saison mehrere einstellige Ergebnisse. Bestes Resultat der Russin war ein dritter Rang in einem Sprintrennen in Obertilliach hinter Olga Anissimowa und Florence Baverel-Robert. In der Gesamtwertung der Saison belegte Fedossejewa den 18. Platz.
Von 1991 bis 1995 studierte sie Sport an der Universität in Omsk (Сибирский государственный университет физической культуры и спорта), 2001 setzte sie ihre Ausbildung bis 2007 an der Universität von Surgut (Сургутский государственный университет) fort. Seither wohnte sie wieder in Omsk.

## Biathlon-Weltcup-Platzierungen
Die Tabelle zeigt alle Platzierungen (je nach Austragungsjahr einschließlich Olympische Spiele und Weltmeisterschaften).
- 1.–3. Platz: Anzahl der Podiumsplatzierungen
- Top 10: Anzahl der Platzierungen unter den ersten zehn (einschließlich Podium)
- Punkteränge: Anzahl der Platzierungen innerhalb der Punkteränge (einschließlich Podium und Top 10)
- Starts: Anzahl gelaufener Rennen in der jeweiligen Disziplin

| Platzierung         | Einzel | Sprint | Verfolgung | Massenstart | Team | Staffel | Gesamt |
| ------------------- | ------ | ------ | ---------- | ----------- | ---- | ------- | ------ |
| 1. Platz            |        |        |            |             |      |         |        |
| 2. Platz            |        |        |            |             |      |         |        |
| 3. Platz            |        |        |            |             |      |         |        |
| Top 10              | 1      |        |            |             | 1    | 1       | 3      |
| Punkteränge         | 5      | 2      |            |             | 1    | 1       | 9      |
| Starts              | 10     | 7      | 1          |             | 1    | 1       | 20     |
| Stand: Karriereende |        |        |            |             |      |         |        |